# 1801 au Canada
Pour un article plus général, voir Chronologie du Canada.
Cet article traite des événements qui se sont produits durant l'année 1801 au Canada.

## Événements

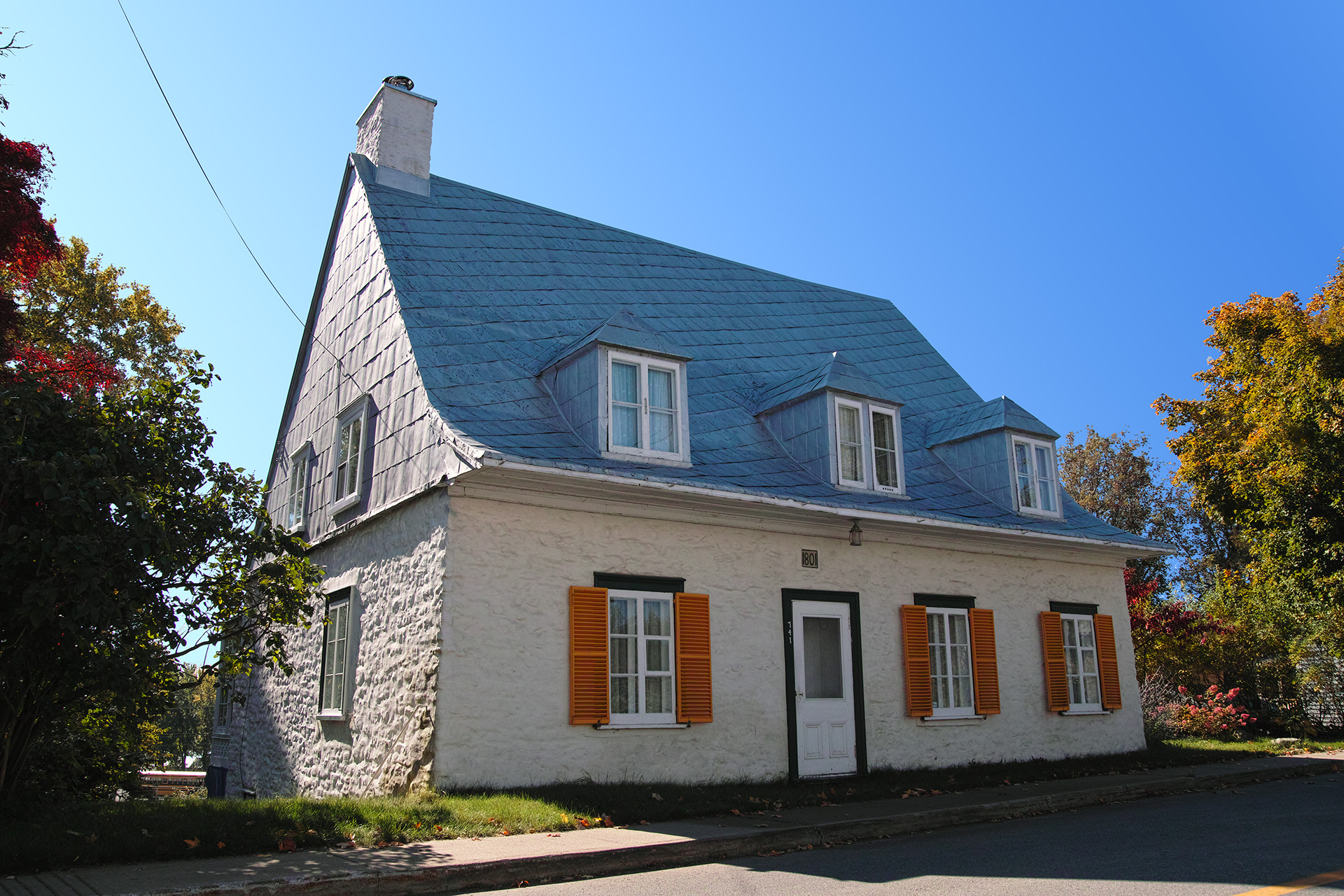
Maison Lefebvre à Neuville, Québec construite en 1801

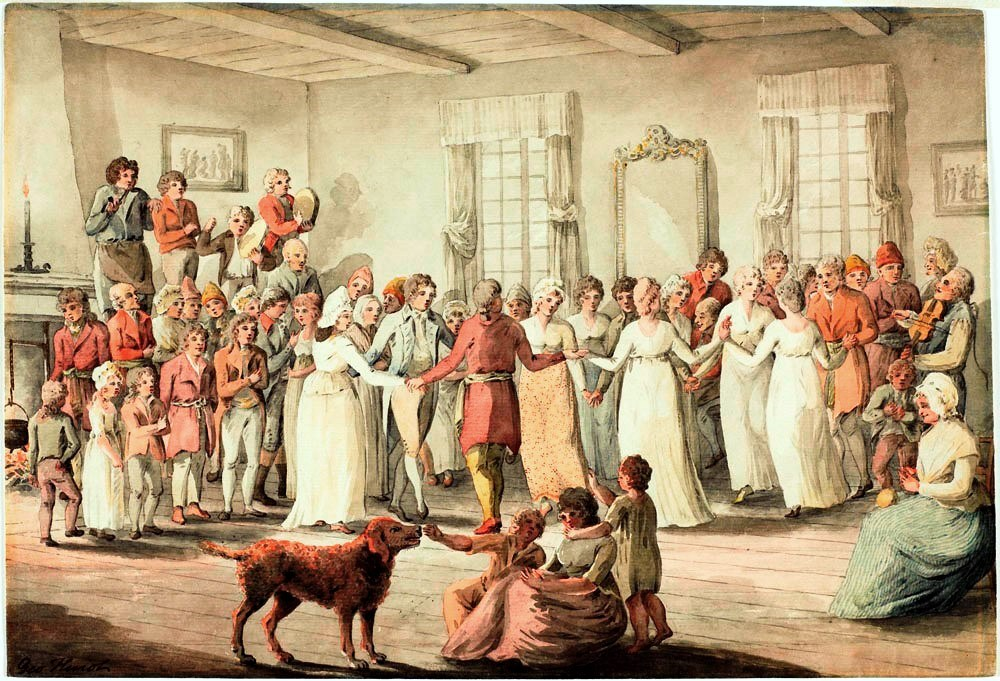
Danse au Chateau Saint-Louis par George Heriot

- 7 février, Bas-Canada : présentation par le juge député Pierre-Amable de Bonne d’un projet de loi créant l’Institution royale (établissement d’écoles gratuites, prise en charge des écoles, établissement de nouvelles écoles et taxation des citoyens pour en financer le fonctionnement). Sous la présidence de l’évêque anglican de Québec, Jacob Mountain, le but recherché était d’angliciser les francophones pour que Britanniques et Français ne forment plus qu’un peuple. Le 24 mars, le projet de loi est accepté par les députés, le 7 avril 1802, le Conseil privé de Sa Majesté se prononce favorablement sur la loi[1].
- 8 avril : sanction royale de la loi concernant l’organisation d’un aqueduc de Montréal.
- 28 mai : Ouverture de la Troisième législature du Haut-Canada (en).
- Peter Fidler prend position dans le secteur de l’Athabaska pour la compagnie de la Baie d'Hudson.
- Duncan McGillivray (en) échoue dans sa tentative de rejoindre le Pacifique par les Rocheuses.
- Joseph Papineau entreprend des démarches pour acheter la seigneurie de la Petite-Nation du Séminaire de Québec.
- Philemon Wright entreprend avec des colons venus du Massachusetts la construction d'un village qui allait devenir Gatineau.

## Naissances
- 8 janvier : Alexis Mailloux, prêtre et historien.
- 18 janvier : James Evans, missionnaire méthodiste et linguiste.
- 11 mars : William Henry Draper, premier ministre du Canada-Uni.
- Shanawdithit, dernière Béothuk.

## Décès
- 14 juin : Benedict Arnold, général américain qui participa à une invasion du Canada.
- 26 juillet : Charles Michel de Langlade, militaire.